# Кент Роминджър
Кент Върнън „Ромел“ Роминджър (на английски: Kent Vernon „Rommel“ Rominger) е американски тест пилот и астронавт на НАСА, ветеран от пет космически полета.

## Образование
Кент Роминджър завършва колеж в родния си град през 1974 г. През 1978 г. се дипломира като бакалавър по строително инженерство в Щатския университет на Колорадо във Форт Колинс. През 1987 г. става магистър по аерокосмическо инженерство в Института за следдипломна квалификация на USN, Монтерей, Калифорния.

## Военна кариера
Кент Роминджър постъпва на редовна военна служба през 1979 г. През септември 1980 г. завършва курс за поготовка на военноморски пилоти. Лети на изтребител F-14 Tomcat. Зачислен е в бойна ескадрила 2 (VF-2), базирана на самолетоносачите USS Ranger (CV-61) и USS Kitty Hawk (CV-63). Завършва школата за военноморски тест пилоти в Мериленд. През септември 1990 г. е назначен за командир на бойна ескадрила 211 (VF-211), базирана на атомния самолетоносач USS Nimitz (CVN-68). Взима участие в операция Пустинна буря. В кариерата си има повече от 5000 полетни часа на реактивни самолети и 685 кацания на палубата на самолетоносачи.

## Служба в НАСА
Кент Роминджър е избран за астронавт от НАСА на 31 март 1992 г., Астронавтска група № 14. Той е взел участие в пет космически полета.

### Полети
| Космически полети на Кент Върнън Роминджър                       | Космически полети на Кент Върнън Роминджър | Космически полети на Кент Върнън Роминджър | Космически полети на Кент Върнън Роминджър | Космически полети на Кент Върнън Роминджър | Космически полети на Кент Върнън Роминджър | Космически полети на Кент Върнън Роминджър |
| №                                                                | Дата                                       | КК                                         | Емблема на мисията                         | Функции                                    | Продължителност                            |                                            |
| ---------------------------------------------------------------- | ------------------------------------------ | ------------------------------------------ | ------------------------------------------ | ------------------------------------------ | ------------------------------------------ | ------------------------------------------ |
| 1                                                                | 20 октомври 1995                           | „Колумбия“, мисия STS-73                   | STS-73                                     | Пилот                                      | 15 денонощия 21 часа 53 мин. 16 сек.       |                                            |
| 2                                                                | 19 ноември 1996                            | „Колумбия“, мисия STS-80                   |                                            | Пилот                                      | 17 денонощия 15 часа 53 мин. 18 сек.       |                                            |
| 3                                                                | 7 август 1997                              | „Дискавъри“, мисия STS-85                  |                                            | Пилот                                      | 11 денонощия 20 часа 28 мин. 07 сек.       |                                            |
| 4                                                                | 27 май 1999                                | „Дискавъри“, мисия STS-96                  |                                            | Командир                                   | 9 денонощия 19 часа 13 мин. 57 сек.        |                                            |
| 5                                                                | 19 април 2001                              | „Индевър“, мисия STS-100                   |                                            | Командир                                   | 11 денонощия 21 часа 31 мин. 14 сек.       |                                            |
| Сумарно време в космоса – 67 денонощия 02 часа 59 минути 52 сек. |                                            |                                            |                                            |                                            |                                            |                                            |

### Административна дейност
- Кент Роминджър е шеф на Астронавтския офис на НАСА от ноември 2002 до септември 2006 г.

## Награди
- Медал за отлична служба;
- Летателен кръст за заслуги;
- Медал за похвална служба;
- Медал на НАСА за изключителна служба.

През 2000 г. Кент Роминджър е приет в Авиационната зала на славата на щата Колорадо.